# Fiat

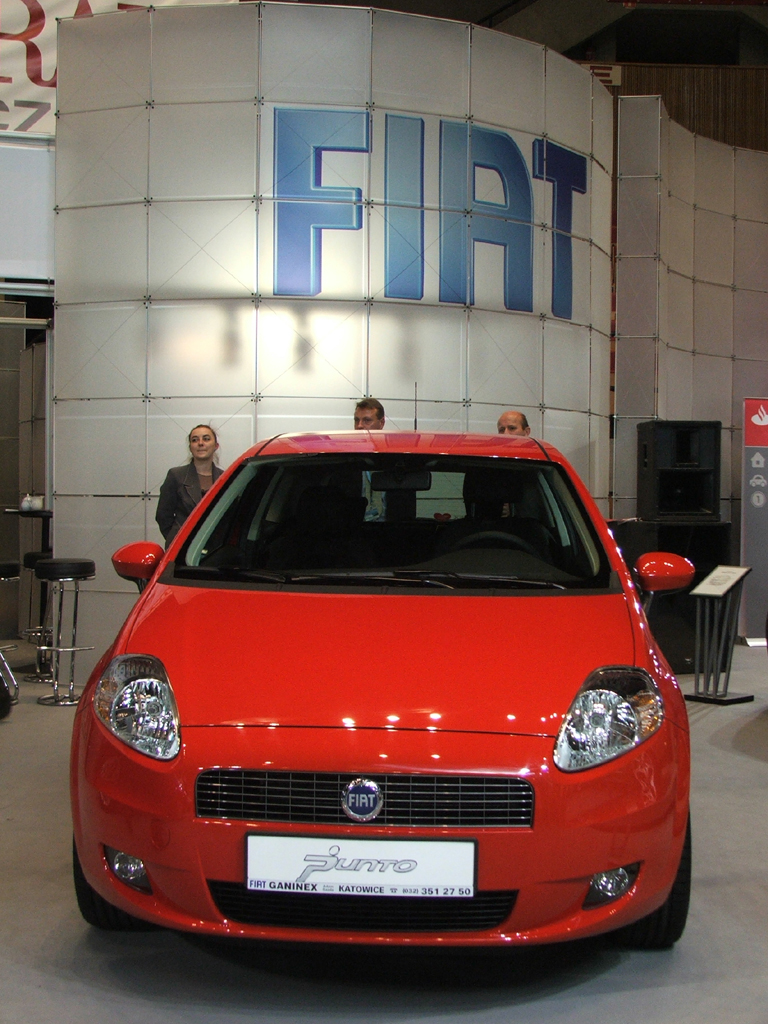
Fiat Grande Punto - Auto Moto Show Katowice 2006.

FIAT (Fabbrica Italiana Automobili Torino) là một hãng ô tô của Ý, được thành lập ngày 11/07/1899 tại Torino, Ý. Hiện tại, FIAT là một công ty con của Fiat Chrysler Automobiles (FCA). Người sáng lập và đồng thời là Chủ tịch kiêm Giám đốc Điều hành đầu tiên của Fiat là Giovanni Agnelli. Năm 1900 đánh dấu sự ra đời của nhà máy Fiat đầu tiên tại Carso Dante với 150 nhân công. Bốn năm sau, năm 1904, cả thế giới biết đến logo hình ovan màu xanh của Fiat.
Năm 1908, Fiat khánh thành nhà máy sản xuất xe hơi đầu tiên của mình tại Hoa Kỳ. Công việc của công ty phát triển nhanh chóng tại đất nước được coi là ông tổ của ngành xe hơi này. Để đáp ứng được nhu cầu của thị trường Hoa Kỳ cũng như tốc độ sản xuất của nhà máy, Fiat đã xây dựng thêm một số nhà máy chuyên sản xuất linh kiện, phụ tùng xe hơi.
Chỉ một vài năm sau đó, Fiat bắt tay vào việc cải tổ công nghệ. Chính những nỗ lực này của Fiat khiến nó trở thành một trong những nhà sản xuất xe hơi đáng gờm nhất, đồng thời những chiếc xe của Fiat luôn dẫn đầu trong việc phá các kỷ lục của ngành công nghiệp xe hơi, không chỉ trong lĩnh vực công nghệ mà còn cả trên các đường đua.
Năm 1916, Fiat khởi công xây dựng xưởng chế tạo xe hơi mang tên Lingotto. Việc xây dựng và trang bị diễn ra suốt 6 năm trời. Nhà máy cao 5 tầng này không chỉ là xưởng sản xuất xe hơi lớn nhất châu Âu mà còn nhanh chóng trở thành biểu tượng của ngành công nghiệp xe hơi Italy. Cũng trong thời gian này, Fiat bắt tay vào những lĩnh vực mới – xe động cơ điện, xe thương mại, xe lửa và thậm chí là thép. Công ty tiếp tục vươn tới thị trường Liên Xô.
Trong thời kỳ Chiến tranh Thế giới thứ 1, sản xuất của Fiat chủ yếu phục vụ mục đích quân sự. Fiat lâm vào khủng hoảng trầm trọng khi chiến tranh kết thúc nhưng nhà sản xuất xe hơi này nhanh chóng phục hồi và lấy lại được vị thế của mình. Đó là nhờ chính sách cắt giảm chi phí sản xuất được phát động năm 1923, khi đó Giovanni Agnelli đã được đề bạt là Tổng Giám đốc Điều hành của Fiat. Fiat quyết định tiến một bước xa hơn: sản xuất xe hơi trên quy mô lớn để cắt giảm chi phí tối da, nhờ đó hạ giá thành sản phẩm. Thời gian này Fiat còn được biết đến với những chương trình chăm sóc sức khỏe, câu lạc bộ thể thao và các trường kỹ thuật.
Dưới chính sách của nhà cầm quyền Mussolini, Fiat buộc phải thu hẹp quy mô hoạt động của mình và nhắm vào thị trường nội địa. Công nghệ sử dụng trên những mẫu xe thương mại và xe tải nhanh chóng được cải tiến và thay đổi để đáp ứng nhu cầu của người tiêu dùng trong nước.
Chiến tranh Thế giới thứ 2 ảnh hưởng không nhỏ tới cơ cấu và quy mô sản xuất của Fiat. Nhiều nhà máy, xưởng sản xuất bị phá hủy. Năm 1945, Giovanni Agnelli qua đời. Người lên nắm quyền thay ông là Vittorio Valletta đã đề ra kế hoạch tái thiết vào năm 1948. Năm 1958, Fiat đầu tư vào cả hai lĩnh vực: xe hơi và máy nông nghiệp. Trong thời gian này, Italy trở thành trung tâm phát triển kinh tế hàng đầu châu Âu và chính ngành công nghiệp xe hơi nước nhà là nguồn động lực thiết yếu dẫn đến sự phát triển vượt bậc về kinh tế đó.
Bravo, một tác phẩm mới của FiatCháu nội Giovanni Agnelli – người có cùng tên với ông nội tiếp tục làm rạng danh dòng họ Agnelli khi trở thành chủ tịch Fiat năm 1966. Giovanni cháu tập trung toàn bộ nguồn lực của công ty vào phát triển công nghệ tự động trong sản xuất xe hơi. Nhờ đó, Fiat không chỉ đối phó được với cuộc khủng hoảng nhiên liệu diễn ra trong thời gian đó mà còn trở thành một đối thủ đáng gờm trong lĩnh vực công nghệ sản xuất xe hơi. Những năm 70, xe Fiat chiếm tới 80-90% thị phần tại đất nước mình. Chính nhờ những chính sách của Fiat mà tỉ lệ sở hữu xe hơi của Italy tăng lên đáng kể, từ 96 người/ xe lên 28 người/ xe.
Năm 1978, Fiat giới thiệu hệ thống lắp ráp tự động sử dụng hệ thống robot (Robogate). Năm 1979, bộ phận chế tạo xe hơi được tách ra thành một công ty độc lập có tên là Fiat Auto S.P.A, với quyền sở hữu các thương hiệu Fiat, Lancia, Autobianchi, Abarth. Năm 1984, Fiat tiếp quản Alfa Romeo và đến năm 1993 là thương hiệu Maserati danh tiếng.
Cuộc khủng hoảng đầu thập niên 1990 khiến cho công ty chuyển hướng mục tiêu sang thị trường thế giới, với 60% doanh số thu được từ thị trường nước ngoài. Năm 1996, Cesare Romiti thay thế vị trí của Giovanni, nhưng Giovanni vẫn giữ chức vị Chủ tịch Danh dự. Tổng hành dinh của Fiat được chuyển từ Corsi Marconi về Palazzina Fiat, Lingotto năm 1997. Năm 1999, kỷ niệm 100 năm ngày thành lập công ty, Fiat đã thiết kế mẫu logo mới vẫn mang màu xanh truyền thống, nhưng với dáng vẻ mới – hình tròn.
Kể từ năm 2000 đến nay, Fiat hầu như không trải qua nhiều thay đổi đáng kể, ngoài những mẫu xe mới vẫn lần lượt ra mắt người tiêu dùng và một mục tiêu nhất quán – sự đổi mới và công nghệ vượt trội để vững bước trong thế kỷ 21.
Năm 2014, FIAT sáp nhập Chrysler của Hoa Kỳ thành Fiat Chrysler có trụ sở chính tại London và niêm yết trên Sở Giao dịch Chứng khoán Borsa Italiana và Sở Giao dịch chứng khoán New York.